# Erik Gyllensvärd
Erik Georg Gyllensvärd, född 31 maj 1897 i Tonsåsen, Etnedals kommun i dåvarande Oppland fylke (nuvarande Innlandet fylke) i Norge, död 26 december 1991 i Falkenberg, var en svensk målare och lantmätare.
Han var son till hovrättsnotarien Georg Klas Gyllensvärd och Ragnhild Siewers och från 1936 gift med Solveig Stenudd (1908–2002). Efter studentexamen 1919 och lantmätarexamen 1924 arbetade Gyllensvärd som lantmätare i Norrland och i Sydsverige. År 1938 utnämndes han till distriktslantmätare över Falkenbergs distrikt.
Gyllensvärd studerade vid Althins målarskola i Stockholm 1916–1917 och bedrev därefter självstudier under resor till Norge, Paris, Sydfrankrike samt Madeira och Spanien där han var bosatt en längre tid. Han medverkade i ett stort antal samlingsutställningar i flera halländska städer och på Göteborgs konsthall. Hans konst består av stilleben, figursaker, landskapsmålningar från Spanien i olja eller tempera. Gyllensvärd är representerad vid Moderna Museet, Malmö museum, Norrköpings konstmuseum och Uddevalla museum.

### Fotnoter
1. ↑  Artists of the World, Walter de Gruyter, 17 januari 2022, Artists of the World konstnärs-ID: 00014689, läs online och läs online.[källa från Wikidata]
2. ↑  Gyllensvärd, Erik i Vem är Vem?: Skåne, Halland, Blekinge (andra upplagan, 1966)
3. ↑  Gyllensvärd, Erik i Sveriges statskalender 1945
4. ↑  Moderna Museet